# Хайнрих V фон Регенщайн
Хайнрих V (VIII) фон Регенщайн (на немски: Heinrich V (VIII) von Regenstein; † между 24 януари 1355 и 25 февруари 1359) е граф на Регенщайн в Харц.
Той е син на граф Хайнрих III фон Регенщайн (V) (* ок. 1255; † 20 септември 1312) и съпругата му Елизабет фон Хоя (* ок. 1264; † 1320), дъщеря на граф Хайнрих II фон Хоя († 1290) и втората му съпруга Юта фон Равенсберг († 1282).

## Фамилия
Хайнрих V фон Регенщайн се жени за графиня Елизабет фон Ваймар-Орламюнде († сл. 1320), дъщеря на граф Херман IV (V) фон Ваймар-Орламюнде († 1319) и графиня Мехтилд фон Рабенсвалд († сл. 1338). Бракът е бездетен.
Хайнрих V фон Регенщайн се жени втори път на 22 май 1339 г. чрез разрешение от папата в Авиньон за графиня София фон Мансфелд-Кверфурт († между 22 май 1344 – 26 август 1353), дъщеря на граф Бурхард V фон Мансфелд-Кверфурт († 1355) и графиня Ода фон Вернигероде († 1343). Те имат децата:
- Хайнрих X фон Регенщайн (* пр. 1343; † 9 март/28 октомври 1368), неженен
- София фон Регенщайн († сл. 1358)
- Елизабет фон Регенщайн († сл. 1358)